# Hospital Memorial Jackson
El Hospital Memorial Jackson (también conocido como "Jackson", o abreviado "JMH") es una institución de atención sanitaria sin ánimo de lucro, vinculada a la Facultad de Medicina Leonard M. Miller de la Universidad de Miami, Florida. El hospital, fundado en 1918, cuenta con unas 1.550 camas y se encuentra ubicado en el centro de Miami. Es propiedad del Condado de Miami-Dade a través de la Salud Pública. Cuenta con una parada de metro .

## Distinciones y premios
En el 2007, cuatro especialidades del Hospital Memorial Jackson fueron destacadas en un informe de U.S. News & World Report. En concreto, el Instituto Miami Bascom Palmer Eye fue clasificado como el mejor centro oftalmológico de Estados Unidos y la unidad de otorrinolaringología ocupó el puesto 17, mientras que la unidad de trastornos digestivos y nefropatías ocupó el puesto 32.
JMH incluye al Holtz Children's Hospital, que cuenta con 254 camas para la atención de menores de 21 años con enfermedades comunes o birn con múltiples trasplantes de órganos. Holtz se clasificó entre los mejores hospitales del país para niños con trastornos renales.
El Centro de Quemados (Burn Center) es un centro de referencia regional.

## Denuncias de pacientes
En 2007, el Hospital Memorial Jackson denegó el acceso al centro a la pareja de Janice Langbehn, una menor de 17 años. Langbehn, enferma de aneurisma, afirmó que el hospital se negó a dar validez a un poder notarial enviado por burofax al centro. El hospital afirmó que "no tiene la obligación de permitir visitas a sus pacientes, ni ningún tipo de obligación con las familias de sus pacientes." El juez Adalberto Jordan desestimó el caso, afirmando que Langbehn no tenía amparo bajo la ley de Florida.
Dos días después de la denuncia de Langbehn, el presidente Barack Obama emitió una orden a los hospitales subvencionados con fondos públicos (Medicare y Medicaid) para permitir a los pacientes quién puede visitarlos, prohibiendo la discriminación por  orientación sexual, identidad de género o cualquier otra. El presidente Obama también llamó a la señora Langbehn para expresarle su pesar por los acontecimientos. La norma entró en vigor en enero de 2011. Tras el caso Langbehn, el hospital aún no ha pedido disculpas por la denegación de la visita.

## Casos curiosos
- El 8 de febrero de 1997, el motorista profesional Corey Scott murió en el Hospital Memorial Jackson después de sufrir un aparatoso accidente en el estadio Miami Orange Bowl. El accidente fue presenciado por la multitud y captado en directo por las cámaras.[11]
- El 15 de julio de 1997, Gianni Versace, icono de la moda, murió en el Hospital Memorial Jackson tras recibir un tiro en la frente en su mansión de Miami Beach.
- El 27 de noviembre de 2007, el exjugador de fútbol Sean Taylor murió en el Hospital Memorial Jackson tras un recibir un disparo en su casa de Miami.
- El 29 de mayo de 2011, el cantante Sean Kingston, fue llevado al Hospital Memorial Jackson tras verse involucrado en un accidente de avión.[12]
- El 7 de junio de 2012, Yasser López, de 16 años, fue noticia nacional cuando se sometió a una delicada operación neuroquirúrgica para eliminar un objeto metálico disparado en su cráneo accidentalmente.[13][14]
- El 11 de mayo de 1981, el cantante compositor Roberth Nesta Marley (Bob Marley) falleció producto de un cáncer en el Hospital Memorial Jackson.